# Biggs (Califórnia)
Biggs é uma cidade localizada no estado americano da Califórnia, no condado de Butte. Foi incorporada em 26 de junho de 1903.

## Geografia
De acordo com o United States Census Bureau, a cidade tem uma área de 1,7 km², onde todos os 1,7 km² estão cobertos por terra.

### Localidades na vizinhança
O diagrama seguinte representa as localidades num raio de 24 km ao redor de Biggs. 

## Demografia

### Censo 2010
Segundo o censo nacional de 2010, a sua população é de 1 707 habitantes e sua densidade populacional é de 1 029,81 hab/km². É a cidade menos populosa do condado de Butte. Possui 617 residências, que resulta em uma densidade de 372,23 residências/km².

### Censo 2000
De acordo censo nacional de 2000, a densidade populacional era de 1331,3/km² (3451,6/mi²) entre os 1793 habitantes, distribuídos da seguinte forma:
- 74,51% caucasianos
- 0,45% afro-americanos
- 1,84% nativo americanos
- 0,84% asiáticos
- 18,52% outros
- 3,85% mestiços
- 27,55% latinos

Existiam 449 famílias na cidade, e a quantidade média de pessoas por residência era de 3,14 pessoas.